# Ingrid Godon
Ingrid Godon (Wilrijk, 29 augustus 1958) is een Belgische illustrator van kinderboeken.

## Leven
Godon heeft geen echte opleiding illustreren gehad. Ze volgde een opleiding etalage aan de Stedelijke voor Schone Kunsten in Lier. Haar leraar, Rik van den Brande (zelf illustrator), stimuleerde haar om in de richting van illustreren verder te gaan.

## Werk
Godon begon in 1981 met werken voor schoolboeken en -tijdschriften zoals Dopido. Naar eigen zeggen heeft ze daar het vak geleerd. Ze bleef dit werk ongeveer 20 jaar lang doen. Na een tijdje wilde ze echter meer en kreeg ze geleidelijk aan steeds meer opdrachten voor kinderboeken. Het bekendst is ze ondertussen met haar Nellie & Cezar-boekjes, waar ook tekenfilms van gemaakt zijn.
In 2000 verscheen Wachten op matroos, waarvan Godon het verhaal bedacht had en illustreerde en waar André Sollie de tekst bij schreef. Dit boek betekende een keerpunt in haar carrière. Het boek wint uiteindelijk een aantal belangrijke prijzen. In 2011 werd Ik wou gepubliceerd. Het boek bevat een reeks expressieve, realistisch aandoende kinderportretten, met daarbij korte teksten van Toon Tellegen.
"Godon houdt het meest van pure en sobere verhalen, haar illustratiewerk is net zo. Ze vindt het belangrijk om toegankelijk te blijven en heeft veel aandacht voor gevoelens en gezichtsuitdrukkingen. Aanvankelijk zijn haar illustraties erg realistisch en werkt ze met potlood en waterverf, maar met de jaren worden ze gestileerder. Details vallen steeds vaker weg, figuren worden robuuster. Haar illustraties doen veelal zacht aan. Kracht halen haar illustraties vaak uit de techniek die ze gebruikt: ze werkt graag met olieverf op ruw karton, waardoor stevige vlakken en lijnen ontstaan."
Godon is bekend in binnen- en buitenland. Ze werkt voor belangrijke buitenlandse uitgeverijen, zoals Casterman in Frankrijk en Macmillan in Engeland. Sommige van haar boeken, bijvoorbeeld Wat moeten we doen met de Boe-hoe baby?, verschijnen eerst in het buitenland en worden daarna in het Nederlands vertaald. Omgekeerd is haar werk is vertaald in het Italiaans, Braziliaans, Japans en andere talen.

## Bekroningen
- 1988: Kinder- en Jeugdjury Vlaanderen (KJV) voor Mijn broer is een punker
- 1988: Kinder- en Jeugdjury Vlaanderen (KJV) voor Pius en Pepijn
- 1989: Kinder- en Jeugdjury Vlaanderen (KJV) voor Niemand mag het weten
- 2001: Boekenpauw voor Wachten op Matroos
- 2001: Vlag en Wimpel (Penseeljury) voor Wachten op Matroos
- 2001: Gouden Griffel voor Wachten op Matroos
- 2001: Boekenwelp voor Wachten op Matroos
- 2009: Boekenpluim voor Morgen was het feest
- 2015: Boekenpauw voor Ik denk

- Bibsys: 24324
- Biblioteca Nacional de España: XX1377493
- Bibliothèque nationale de France: cb12454037g (data)
- Catàleg d'autoritats de noms i títols de Catalunya: 981058518380406706
- Digitale Bibliotheek voor de Nederlandse Letteren: godo002
- Gemeinsame Normdatei: 123667216
- International Standard Name Identifier: 0000 0001 1562 5183
- Library of Congress Control Number: n95023744
- Nationale Bibliotheek van Tsjechië: mzk2014806082
- Nationale bibliotheek van Australië: 35449160
- Nationale Bibliotheek van Israël: 987007440039405171
- Nationale en Universitaire bibliotheek Zagreb: 000728369
- Nederlandse Thesaurus van Auteursnamen: 06904225X
- RKD-Nederlands Instituut voor Kunstgeschiedenis: 231873
- Système universitaire de documentation: 033699739
- Union List of Artist Names: 500576410
- Virtual International Authority File: 24697645
- WorldCat: E39PBJcGkhvKpdrq77rj8tt3Qq